# Dogon Farou
Dogon Farou (auch: Dogon Farou Sarkin Saye, Sarkin Saé Agoufarou) ist ein Weiler in der Stadtgemeinde Guidan Roumdji in Niger.

## Geographie

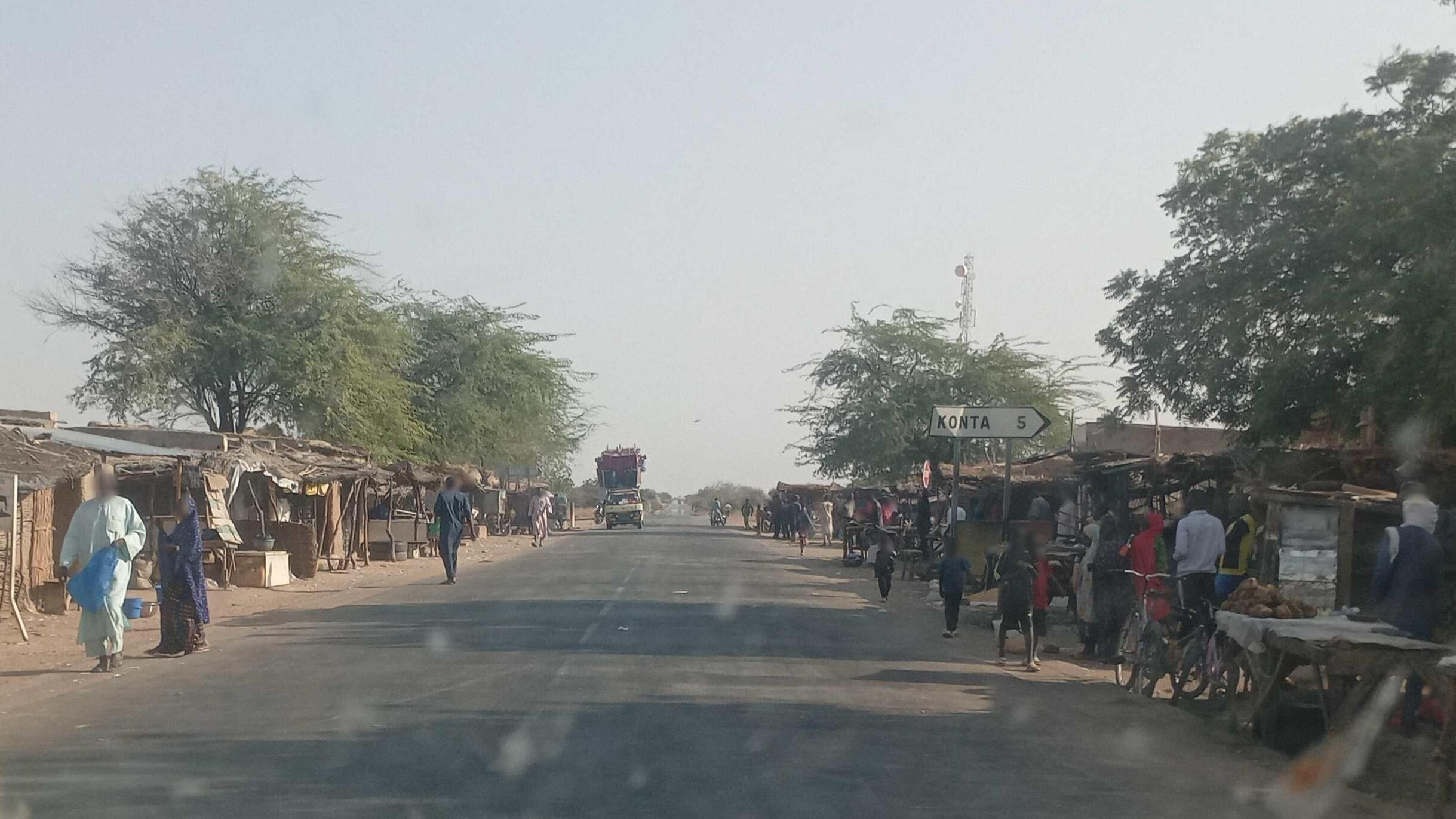
Straßenmarkt in Dogon Farou (2025)

Der Weiler befindet sich rund 23 Kilometer nordwestlich des urbanen Zentrums von Guidan Roumdji, der Hauptstadt des gleichnamigen Departements Guidan Roumdji, das zur Region Maradi gehört. Weitere Siedlungen in der Umgebung von Dogon Farou sind Halbaoua Salifou und Dan Dadi im Nordwesten, Iskita im Norden, Rafin Wada und Guidan Alkali im Südosten sowie Souloulou im Südwesten.
Dogon Farou ist Teil der Übergangszone zwischen Sahel und Sudan. Die durchschnittliche jährliche Niederschlagsmenge beträgt hier zwischen 400 und 500 mm. Bei Dogon Farou wurden die Vogelarten Schwalbenschwanzaar (Chelictinia riocourii) und Gleitaar (Elanus caeruleus) beobachtet.

## Bevölkerung
Bei der Volkszählung 2012 hatte Dogon Farou 865 Einwohner, die in 113 Haushalten lebten. Bei der Volkszählung 2001 betrug die Einwohnerzahl 598 in 82 Haushalten.
Die Bevölkerungsdichte in diesem Gebiet ist für nigrische Verhältnisse hoch.

## Wirtschaft und Infrastruktur

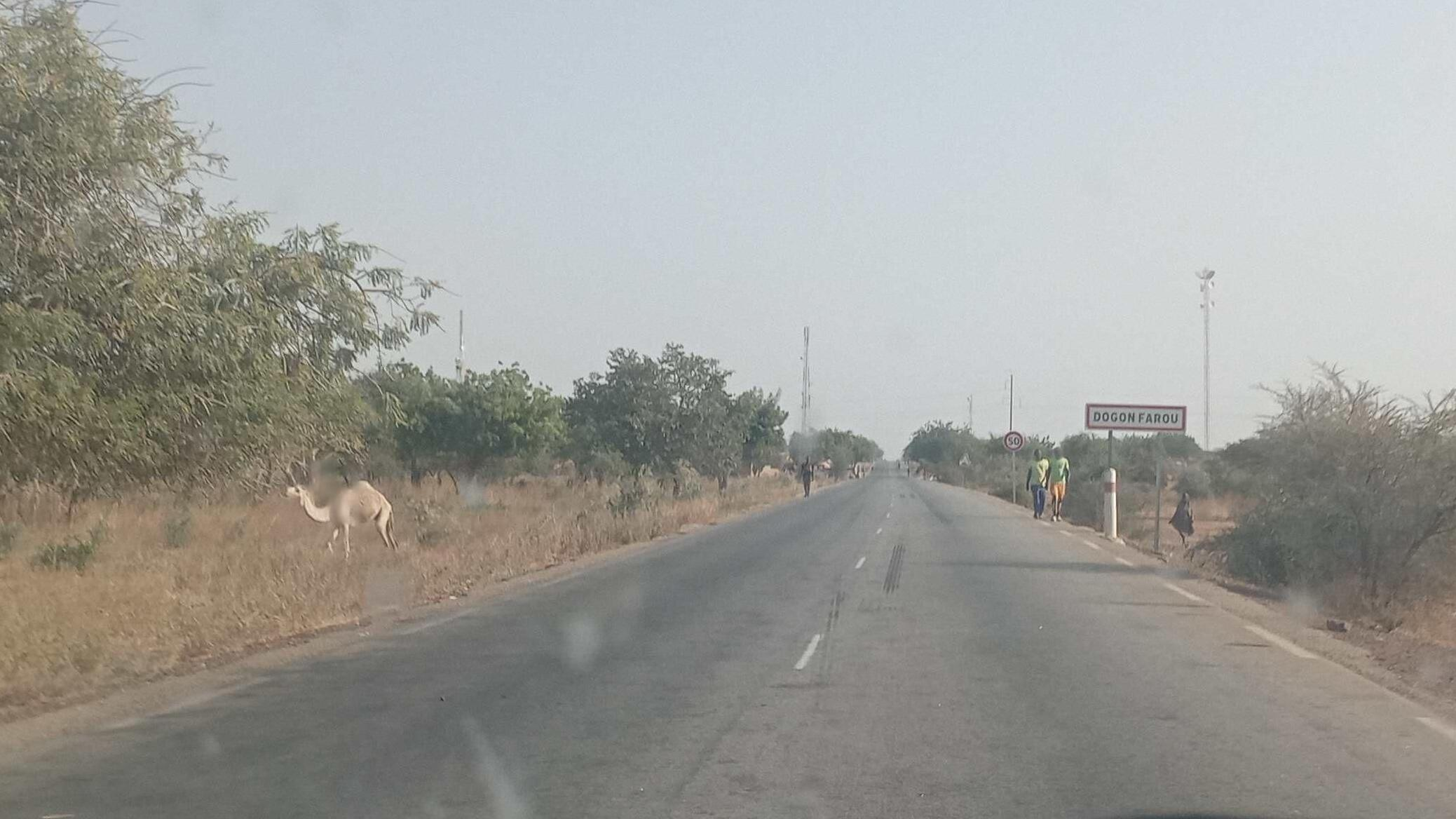
Nationalstraße 1 an der Ortseinfahrt von Dogon Farou (2025)

Die lokale Bevölkerung lebt vor allem vom Ackerbau und von der Viehzucht, daneben vom Handel und von der saisonalen Arbeitsmigration ins Ausland. Im Dorf wird ein Wochenmarkt abgehalten. Der Markttag ist Montag. Der Markt wurde nach 1960, dem Jahr der staatlichen Unabhängigkeit Nigers, etabliert. Dogon Farou liegt im weitläufigen Weideland zwischen den Trockentälern Goulbin Kaba und Goulbi de Maradi, das traditionellerweise in der Trockenzeit von nomadischen Fulbe- und Wodaabe-Viehzüchtern aufgesucht wird. Es wird Saatgut für Augenbohnen und Sorghum produziert.
Es gibt eine Schule im Ort. Durch Dogon Farou führt die asphaltierte Nationalstraße 1, die längste Fernstraße Nigers.